# فيولا ليوزو
فيولا فوفر ليوزو (بالإنجليزية: Viola Fauver Liuzzo) (اسمها قبل الزواج غريغ؛ مواليد أبريل عام 1925 - 25 مارس عام 1965) ناشطة أمريكية في مجال الحقوق المدنية. في مارس عام 1965، استجابت ليوزو لنداء مارتن لوثر كينغ جونيور وسافرت من ديترويت، ميشيغان، إلى سلما، ألاباما، في أعقاب محاولة الأحد الدامي للسير عبر جسر إدموند بيتوس. شاركت ليوزو في مسيرات سلما الناجحة إلى مونتغمري وساعدت في التنسيق واللوجستيات. في سنّ 39، أثناء عودتها من رحلة نقل زملائها النشطاء إلى مطار مونتغمري، أصيبت بطلقات نارية على إثر مطاردتها بسيارة تابعة لأعضاء كو كلوكس كلان وهم: كولي ويلكينز ويليام إيتون ويوجين توماس وغاري توماس رو، وكان آخرهم في الواقع مخبرًا سريًا يعمل في مكتب التحقيقات الفيدرالي. على الرغم من أن ولاية ألاباما لم تتمكن من تأمين إدانة بالقتل، إلا أن ويلكينز وإيتون وتوماس اتهموا في محكمة فيدرالية بالتآمر لترهيب الأمريكيين الأفارقة بموجب قانون كو كلوكس كلان لعام 1871، وهو قانون الحقوق المدنية لإعادة الإعمار. في 3 ديسمبر، أدانت هيئة محلفين من البيض بالكامل، وحُكم عليهم بالسجن لمدة عشر سنوات، وهو علامة في التاريخ القانوني الجنوبي.
شهد رو أن ويلكينز أطلق رصاصتين على ليوزو بأمر من توماس، وتم وضعه في برنامج حماية الشهود من قِبَل مكتب التحقيقات الفيدرالي. في محاولة لصرف الانتباه عن توظيف رو كمخبر، أطلق مكتب التحقيقات الفيدرالي معلومات مضللة للسياسيين والصحافة، مشيرًا إلى أن ليوزو كانت عضوًا في الحزب الشيوعي ومدمنة هيروين إذ تخلت عن أطفالها لإقامة علاقات جنسية مع الأمريكيين الأفارقة المشاركين في حركة الحقوق المدنية. تم فحص تورط ليوزو في حركة الحقوق المدنية وأدانتها منظمات عنصرية مختلفة. في عام 1983، رفعت عائلة ليوزو دعوى قضائية ضد مكتب التحقيقات الفيدرالي بعد أن علمت بأنشطة مكتب التحقيقات الفيدرالي، لكن تم رفض الدعوى.
بالإضافة إلى التكريم الآخر، تم تسجيل اسم ليوزو اليوم في النصب التذكاري للحقوق المدنية في مونتغمري، ألاباما، الذي أنشأته مايا لين.

## ميشيغان
في عام 1941، انتقلت عائلة غريغ إلى يبسيلانتي بولاية ميشيغان، حيث سعى والدها للحصول على وظيفة في تجميع القنابل في شركة فورد موتور. دفعتها طبيعة فيولا القوية إلى ترك المدرسة الثانوية بعد عام واحد والهروب في سن 16. لم يستمر الزواج وعادت إلى عائلتها. بعد ذلك بعامين، انتقلت عائلة غريغ إلى ديترويت بولاية ميشيغان، والتي تم فصلها بشكل قاس بسبب العِرق. كانت التوترات بين البيض والسود عالية جدًا هناك وشهدت أوائل الأربعينيات أعمال عنف وشغب. كانت مشاهدة هذه المحن المروعة حافزًا رئيسيًا أثّر على عمل فيولا المستقبلي في مجال الحقوق المدنية.
في عام 1943، تزوجت من جورج أرجريس، مدير مطعم كانت تعمل فيه. أنجبا طفلين، بيني وإيفانجلين ماري، ثم انفصلا في عام 1949. تزوجت لاحقًا من أنتوني ليوزو، وكيل أعمال نقابة سائقي الشاحنات الدولية. أنجبا ثلاثة أطفال: تومي وأنتوني جونيور وسالي. سعت ليوزو للعودة إلى المدرسة والتحقت بمعهد كارنيجي في ديترويت، ميشيغان. ثم التحقت بدوام جزئي في جامعة ولاية واين عام 1962.
في عام 1964، بدأت في حضور أول كنيسة عالمية موحدة في ديترويت، وانضمت إلى الجمعية الوطنية للنهوض بالملونين (إن إيه إيه سي بي).
كان جزء كبير من نشاط فيولا، لا سيما مع جمعية (إن إيه إيه سي بي)، بسبب صداقتها الوثيقة مع امرأة أمريكية من أصل أفريقي تُدعى سارة إيفانز. بعد الاجتماع في البداية في محل بقالة حيثما كانت تعمل ليوزو كأمين صندوق، ظلت الاثنتان على اتصال. أصبحت إيفانز في النهاية مدبرة منزل ليوزو مع الحفاظ على علاقة وثيقة وودية إذ تشاركتا وجهات نظر متماثلة، بما في ذلك دعم حركة الحقوق المدنية. في أعقاب وفاة ليوزو، استمرت إيفانز في أن تصبح القائم بالأعمال الدائم لأطفال ليوزو الخمسة الصغار.
آمنت ليوزو بشدة بالكفاح من أجل الحقوق المدنية لدرجة أنها ساعدت في تنظيم احتجاجات ديترويت وحضرت مؤتمرات الحقوق المدنية وعملت مع الجمعية الوطنية للنهوض بالملونين. كانت لديها رغبة قوية في إحداث فرق على أوسع نطاق ممكن.

## النشاط المحلي
بالإضافة إلى الدعم النشط لحركة الحقوق المدنية، كانت ليوزو ملحوظة أيضًا لاحتجاجها على قوانين ديترويت التي سمحت للطلاب بالتسرب من المدرسة بسهولة أكبر. دفعها عدم موافقتها على هذا القانون إلى سحب أطفالها من المدرسة احتجاجًا على ذلك. نظرًا لأنها كانت تتعمد تعليمهم في المنزل لمدة شهرين، تم القبض على ليوزو، لكنها لم تحتج. وأقرت بالذنب في المحكمة ووُضِعت تحت المراقبة.

## سلما
في فبراير عام 1965، تحولت مظاهرة ليلية من أجل حقوق التصويت في محكمة ماريون بولاية ألاباما إلى أعمال عنف. ضرب جنود الولاية المتظاهرين بالهراوات وأطلقوا النار على شخص أمريكي من أصل أفريقي يبلغ من العمر 26 عامًا يُدعى جيمي لي جاكسون، والذي توفي لاحقًا. حفزت وفاته الكفاح من أجل الحقوق المدنية في سلما، ألاباما. حدد مؤتمر القيادة المسيحية الجنوبية (إس سي إل سي) مسيرة احتجاجية يوم الأحد 7 مارس عام 1965. حظر الحاكم جورج والاس المسيرة، لكن تم تجاهل الحظر. توجه ستمائة متظاهر إلى جسر إدموند بيتوس المقوس فوق نهر ألاباما. عندما وصل المتظاهرون إلى قمة الجسر، رأوا مشهدًا مرعبًا على الجانب الآخر: جنود الدولة المسلحون بالهراوات والسياط والغاز المسيل للدموع وفرسان خيالة. عندما طُلب منهم التوقف والتفرق، رفض المتظاهرون. تقدم الجنود على المتظاهرين وبدأوا بضربهم بالهراوات وجلدهم وتكسر عظامهم وتهشيم الرؤوس. تم نقل 17 شخصًا إلى المستشفى في اليوم التالي بما أطلق عليه اسم «الأحد الدامي».
أصيبت ليوزو بالرعب من صور المسيرة المجهضة في يوم الأحد الدامي. جرت مسيرة ثانية في 9 مارس. واجه الجنود والشرطة والمتظاهرون بعضهم البعض في نهاية المقاطعة من الجسر، لكن عندما تنحى الجنود جانبًا للسماح لهم بالمرور، قاد القس مارتن لوثر كينغ جونيور المتظاهرين إلى الكنيسة. كان يطيع أمرًا فيدراليًا أثناء طلب الحماية من المحكمة الفيدرالية للمسيرة. في تلك الليلة، قامت مجموعة من البيض بضرب وقتل ناشط الحقوق المدنية جيمس ريب، الوزير الموحد العالمي من بوسطن، الذي جاء إلى سلما للسير مع المجموعة الثانية. اجتمع العديد من رجال الدين والمتعاطفين الآخرين من جميع أنحاء البلاد في المسيرة الثانية.
في 16 مارس، شاركت ليوزو في احتجاج في ولاية واين. ثم اتصلت بزوجها لتخبره أنها ستسافر إلى سلما بعد سماع القس الدكتور مارتن لوثر كينغ جونيور يدعو الناس من جميع الأديان إلى القدوم والمساعدة، قائلة إن النضال «كان معركة الجميع». تركت أطفالها في رعاية العائلة والأصدقاء، اتصلت بمؤتمر القيادة المسيحية الجنوبية الذي أخذها وكلفها بإيصال المساعدة إلى مواقع مختلفة والترحيب بالمتطوعين وتجنيدهم ونقل المتطوعين والمتظاهرين من وإلى المطارات ومحطات الحافلات ومحطات القطار، التي تطوعت من أجلها باستخدام سيارتها، وهي من طراز أولدزموبيل 1963.
في 21 مارس عام 1965، بدأ أكثر من 3000 شخص المسيرة الثالثة، بما في ذلك السود والبيض والأطباء والممرضات وأفراد الطبقة العاملة والكهنة والراهبات والحاخامات وربات المنازل والطلاب والممثلين والمزارعين. شارك العديد من المشاهير، بما في ذلك مارتن لوثر كينغ جونيور ورالف بانش وكوريتا سكوت كينج ورالف أبرناثي وأندرو يونغ. استغرق المتظاهرون خمسة أيام للوصول إلى هدفهم. سارت ليوزو في أول يوم كامل وعاد إلى سلما ليلًا. في ذلك الأربعاء، 24 مارس، عادت للانضمام إلى المسيرة على بعد أربعة أميال من النهاية، حيث أقيم احتفال «ليلة النجوم» في مدينة سانت جود مع عروض العديد من الفنانين المشهورين في ذلك اليوم، بما في ذلك هاري بيلافونتي وسامي ديفيس الابن وجوان بايز وديك جريجوري. ساعدت ليوزو في محطة الإسعافات الأولية. في يوم الخميس، وصلت ليوزو ومتظاهرون آخرون إلى مبنى الكابيتول بالولاية، ورفعوا علم الكونفدرالية فوقه. خاطب مارتن لوثر كينغ جونيور الحشد المكون من 25,000 شخصًا، واصفًا المسيرة بأنها «لحظة مشرقة في التاريخ الأمريكي».